# Nam Sikkim
Huyện Nam Sikkim là một huyện thuộc bang Sikkim, Ấn Độ. Thủ phủ huyện Nam Sikkim đóng ở Namchi. Huyện Nam Sikkim có diện tích 750 ki lô mét vuông. Đến thời điểm năm 2001, huyện Nam Sikkim có dân số 131506 người.